# Колокола из глубины
«Колокола из глубины: Вера и суеверие в России» (нем. Glocken aus der Tiefe — Glaube und Aberglaube in Rußland) — документальный фильм режиссёра Вернера Херцога, вышедший на экраны в 1993 году.

## Сюжет
В фильме демонстрируются различные формы религиозности и мистицизма, получившие распространение в современной России: официальное православие; различные толки старообрядчества; шаманизм среди коренных жителей верховьев Енисея; вера в целебную силу святой воды и воды, «заряженной» Аланом Чумаком; вера в чудесные свойства озера, которое поглотило град Китеж и к которому устремляются многочисленные паломники. В фильме также появляются проповедник, объявивший себя новым воплощением Христа, и «колдун» Юрий Тарасов.